# Certo

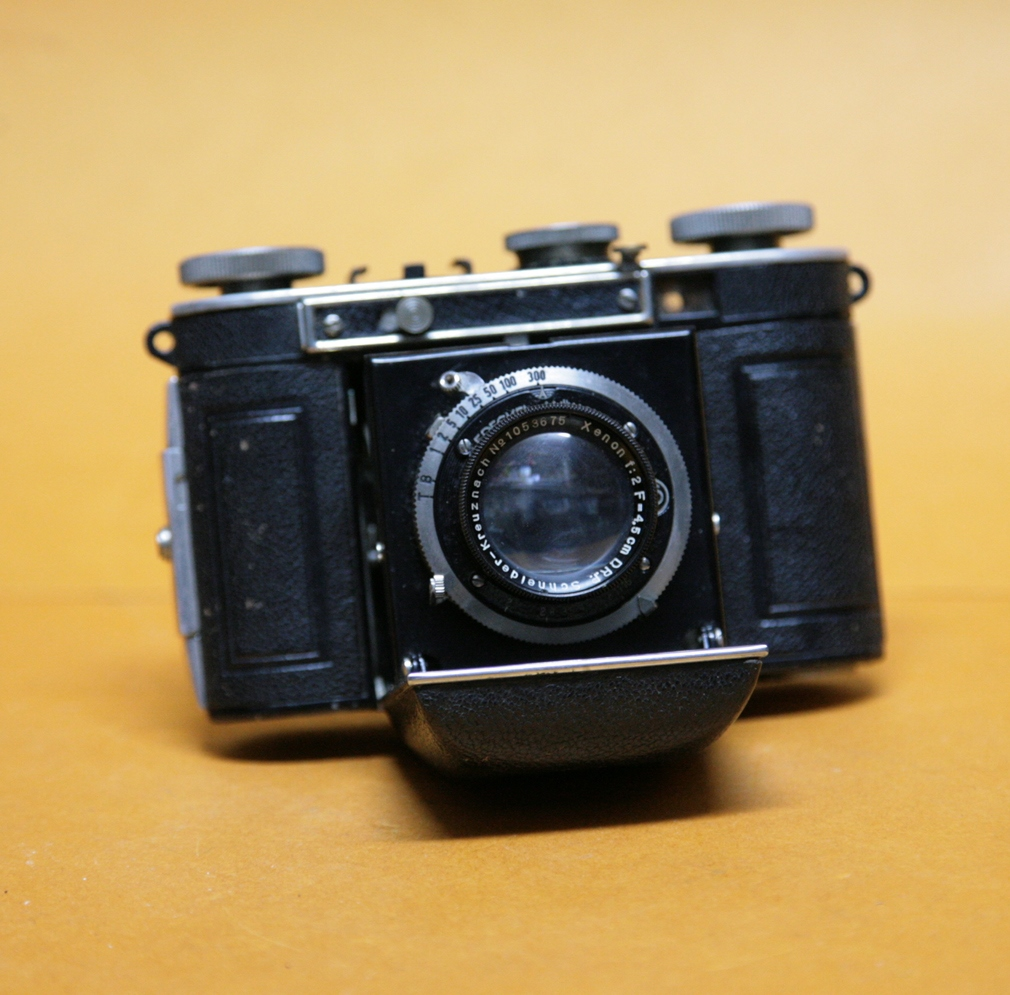
Certo dollina I del 1935

La Certo o Certo-Kamera-Werk Dresden è stata una azienda di Dresda, Germania produttrice di macchine fotografiche operante dal 1902 e fondata da Alfred Lippert e Karl Peppel. 
Nel 1905 prese il nome di Certo, nel 1917 venne acquistata da Emil Zimmermann, in quell'anno fu messa in commercio la fotocamera Certonett con pellicola di formato 6x9, sono famose la serie di fotocamere prodotte prima della seconda guerra mondiale con il nome di Dollina.

## Storia
Dopo la seconda guerra mondiale la sede aziendale ricadde nei territori socialisti della Germania dell'Est, diventando proprietà dello stato nel 1958. Negli anni successivi produsse fotocamere a basso costo fino a quando fu inglobata nella VEB Certo Kamerawerk Dresden, o Pentacon, insieme a Zeiss Ikon, Kamera Werke, Belca, Altissa, Welta, e l'Aspecta produttrice di videocamere.

## Produzione

### Fotocamere 35 mm

#### Pieghevoli
- Dollina 0
- Dollina I
- Dollina II
- Dollina III
- Super Dollina
- Super Dollina II
- Durata
- Durata II

#### Con mirino
- Certi
- KB 24
- KN 35
- SL 100
- SL 101 color
- SL 110

#### SRL
- Exa 1c (1985-87) prodotta in 103.900 pezzi.

### Pellicola 120

#### Pieghevole
- Certix A / B (6 × 9)
- Super Sport Dolly (6 × 6)
- Certo Six

#### Box
- Box doppio (6 × 9)
- Certo Box (6x9)
- Certo Phot (6 × 6)
- Certo Certina (6x6)

### Pellicola 127

#### Pieghevole
- Dolly Vest Pocket (4 × 6,5)
- Dolly (3 × 4)

### Modelli a piastra
- Certotrop
- Bee Bee A (6,5 × 9) e B (9 × 12). Versione per l'esportazione del Certotrop, distribuito negli Stati Uniti da Burleigh Brooks.

### Telemetri
- Certos Entfernungsmesser